# الدوري المكسيكي الممتاز 1981-82
الدوري المكسيكي الممتاز 1981-82 (بالإسبانية: Primera División de México 1981-82)‏ هو موسم من الدوري المكسيكي الممتاز. كان عدد الأندية المشاركة فيه 20، وفاز فيه تايجرز أونال.